# Больцано-Вичентино
Больцано-Вичентино (итал. Bolzano Vicentino) —коммуна в Италии, располагается в провинции Виченца области Венеция.
Население составляет 5455 человек, плотность населения составляет 287 чел./км². Занимает площадь 19 км². Почтовый индекс — 36050. Телефонный код — 0444.
Празднование 2 февраля.